# Tornby (parochie)
Tornby is een parochie van de Deense Volkskerk in de Deense gemeente Hjørring. De parochie maakt deel uit van het bisdom Aalborg en telt 1312 kerkleden op een bevolking van 1405 (2004).
Historisch was de parochie deel van de herred Vennebjerg.In 1970 werd de parochie deel van de nieuwe gemeente Hirtshals, die in 2007 opging in de vergrote gemeente Hjørring.
Asdal · Astrup · Bindslev · Bjergby · Byrum · Hals · Hirtshals · Hørmested · Horne · Lendum · Mosbjerg · Mygdal · Sindal · Sørig · Tolne · Tornby · Tversted · Uggerby · Ugilt · Vesterø · Vidstrup